# Arco de Druso y Germánico
El arco de Druso y Germánico (también llamado, simplemente, arco de Druso) es un arco romano de principios del siglo I situado en Spoleto, la antigua Spoletium, cerca del templo romano y la iglesia de Sant'Ansano. Fue la puerta de entrada al foro de la ciudad desde la Vía Flaminia (junto al lugar donde hoy se ubica la plaza del Mercado), superando el cardo mayor.

## Historia
El arco fue construido en 23 por orden del senado local en honor de Druso el Joven y Germánico, que eran, respectivamente, el hijo natural y el sobrino e hijo adoptivo del emperador Tiberio. El arco se levantó en ocasión de la muerte de Druso, y, por lo tanto, años después de la muerte de Germánico, quien falleció en 19.
Gracias a los descubrimientos en el año 1900 del arqueólogo spolentino Giuseppe Sordini, relacionadas con el cercano templo romano, se llevaron a cabo importantes excavaciones entre los años 1955 y 1957. En aquella operación, el arco recibió su condición actual, con la demolición de las estructuras superiores, posteriores a la época romana, volviendo a sacar a la luz una de las bases hasta el nivel más antiguo.

## Descripción
El arco está construido en opus quadratum con bloques de piedra caliza local. Fue construido con usando la unidad romana de medida: el pie. El monumento se conserva hasta el entablamento que supera al arco. El pilar occidental forma parte de estructura de casas más recientes. El arco está decorado en la parte exterior de los pilares por pilastras con capiteles de orden corinto, que sujetaban un entablamento con friso dórico desde las metopas, que están ornamentadas con bucráneo. Los pilares sobre los que descansa la arquivolta tienen en el lado interior de lesenas lisas con capiteles de estilo corintio. La inscripción de dedicatoria está grabado en los muros de mampostería, entre el entablamento y la arquivolta del arco. Aunque es más bien fragmentaria, se puede reconstruir de la siguiente manera:

[GERM]ANICO CAESARI TI(beri) AUGUST[I F(ilio) DRUS]O CA[ESARI TI(iberi) AUGUSTI F(ilio)]

[DIVI]AUGUSTI N(epoti) DI[VI I]ULI PRO N(epoti) DIVI AUGUST[I N(epoti) DIVI IULI PRO N(epoti)]

[CO(n)S(uli) II] IMP(eratori) II AUG(uguri) FLAMINI AUG(usti) CO(n)S(uli) II TRIB(unicia) POT(estate) II PO[NT(ifici)]

EX S(enatus) C(consulto)

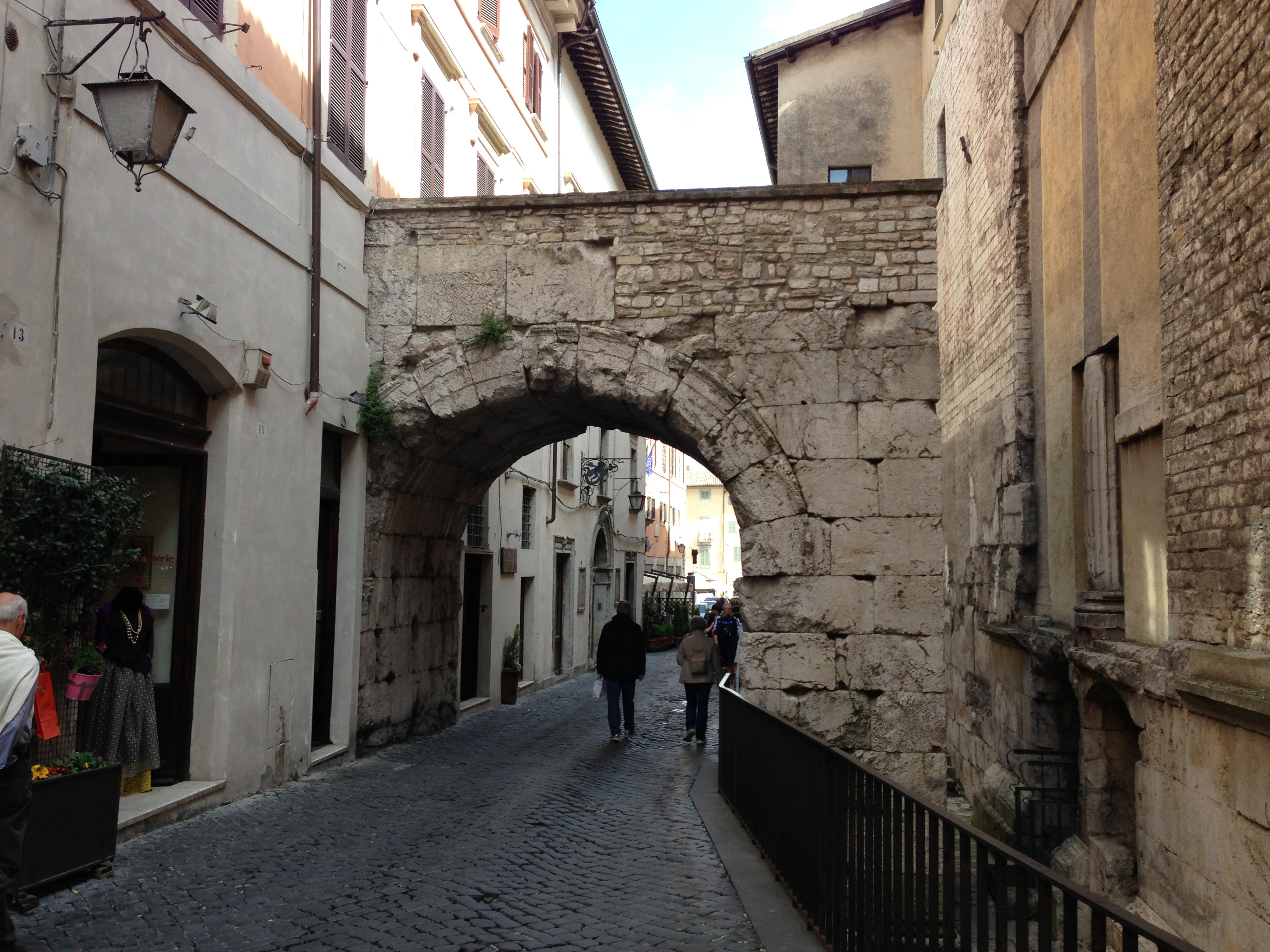
Arco de Druso y Germánico, el lado sur
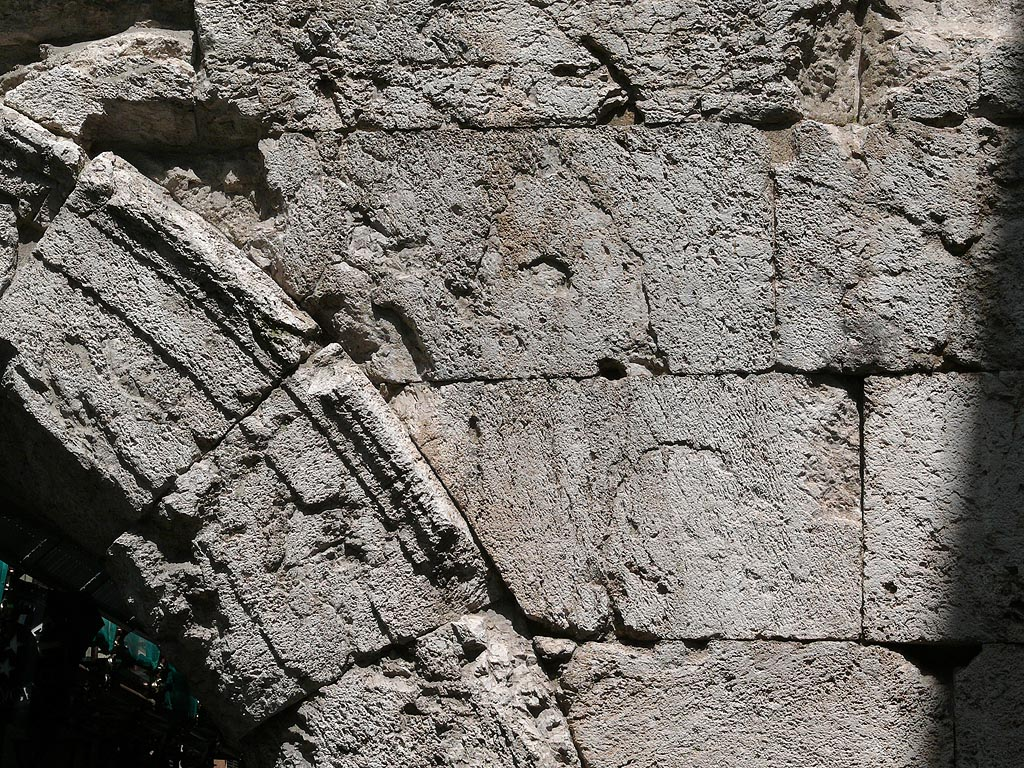
La sección de los bloques de la arquivolta de la fachada con el marco de las tres bandas en el recíproco de proyección, coronada por la tira
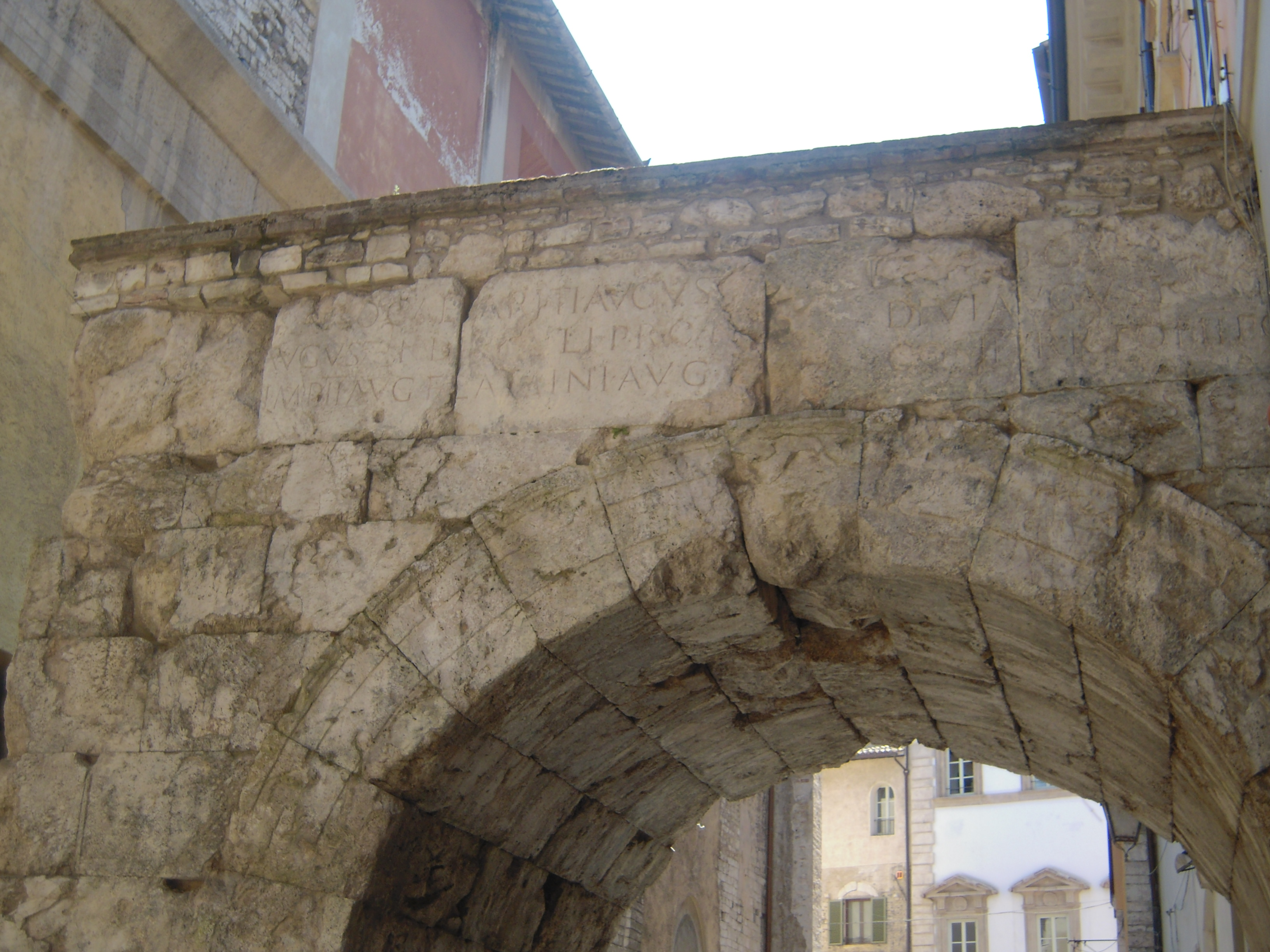
Arco de Druso y Germánico un Spoleto, inscripción con una dedicación a Druso.